# فوج الشرطة الجنوبي
فوج الشرطة الجنوبي ( Polizei-Regiment Süd ) أحد تشكيلات شرطة النظام الألمانية، وهي قوة الشرطة الوطنية الألمانية الرسمية، خلال الحقبة النازية أثناء عملية بارباروسا، كانت تابعة لشوتزشتافل وتم نشرها في المناطق التي تحتلها ألمانيا، وتحديداً المنطقة الخلفية لمجموعة الجيوش الجنوبية. في يوليو 1942، أعيد تصميم كتائبها الثلاثة المكونة لفوج الشرطة العاشر.
إلى جانب أينزاتسغروب ولواء المشاة إس إس الأول، ارتكبت جرائم قتل جماعية في المحرقة وكانت مسؤولة عن ارتكاب جرائم واسعة النطاق ضد الإنسانية استهدفت السكان المدنيين. كان نطاق عمليات الفوج معروفًا للمخابرات البريطانية منذ أغسطس 1941، ولكن لأسباب تتعلق بالأمن القومي، لم يتم نشر هذه الوثائق حتى عام 1993.

## الخلفية والتكوين
كانت شرطة النظام الألمانية أداة رئيسية لجهاز الأمن في ألمانيا النازية. في فترة ما قبل الحرب، تعاون هينريش هيملر، رئيس قوات الأمن الخاصة وكورت دالوج، قائد شرطة النظام في تحويل قوة الشرطة في جمهورية فايمار إلى تشكيلات عسكرية جاهزة لخدمة أهداف النظام المتمثلة في الغزو والإبادة العنصرية. شاركت وحدات الشرطة النظامية في ضم النمسا واحتلال تشيكوسلوفاكيا. تشكلت قوات الشرطة أولاً في تشكيلات بحجم الكتيبة لغزو بولندا، حيث تم نشرها لأغراض أمنية وشرطية، كما شاركت في عمليات الإعدام والترحيل الجماعي. 
تم تعيين ثلاث وعشرون كتيبة من شرطة النظام للمشاركة في غزو الاتحاد السوفيتي عام 1941، والمعروفة باسم عملية بارباروسا . تم ربط تسعة فرق أمنية من الفيرماخت، ثلاثة لكل منطقة خلفية لمجموعة الجيوش. تم تعيين كتيبتين لدعم أينزاتسغروبن، وفرق الموت المتنقلة، و Organization Todt ، مجموعة البناء العسكرية. تشكلت اثني عشر إلى أفواج من ثلاث كتائب كل وتسمى شرطة أفواج الجنوبية والشمالية، المركزية، وفوج الشرطة الخاص. 
وحدات الشرطة المخصصة لقوات الأمن الفيرماخت و Einsatzgruppen كانت مزودة بمحركات، في حين أن الوحدات التي تشكلت في أفواج لم تكن كذلك. كانت أهداف كتائب الشرطة هي تأمين المنطقة الخلفية للجيش الألماني من خلال القضاء على فلول قوات العدو، وحراسة أسرى الحرب، وحماية خطوط الاتصالات والمنشآت الصناعية التي تم الاستيلاء عليها. كما تضمنت تعليماتهم، كما ذكر دالوج، «مكافحة العناصر الإجرامية، وقبل كل شيء العناصر السياسية». 
```
تشكل فوج الشرطة الجنوبية في يونيو 1941 من خلال الجمع بين كتائب الشرطة 
<span about="#mwt34" class="nowrap" data-cx="[{
&
quot;adapted
&
quot;:true,
&
quot;targetExists
&
quot;:true}]" data-mw="{
&
quot;parts
&
quot;:[{
&
quot;template
&
quot;:{
&
quot;target
&
quot;:{
&
quot;wt
&
quot;:
&
quot;Spaces
&
quot;,
&
quot;href
&
quot;:
&
quot;./قالب:Spaces
&
quot;},
&
quot;params
&
quot;:{},
&
quot;i
&
quot;:0}}]}" data-ve-no-generated-contents="true" id="mwPA" typeof="mw:Transclusion"><span typeof="mw:Entity">&
nbsp;
</span>
</span>
 45 
و303
 
و314
 تحت قيادة 
هيرمان فرانز
، وهو شرطي محترف كان قد خدم سابقًا في شرطة النظام في بولندا المحتلة. 
[
3
]
 قادت الكتائب مهنيين من الشرطة المهنية، غارقين في أيديولوجية 
النازية
، مدفوعيين بمعاداة السامية ومعاداة البلشفية. 
[
2
]
 عندما عبر الحدود الألمانية السوفيتية، أصبح الفوج تحت سيطرة 
فريدريش جيكلن
، القائد 
الأعلى للشرطة والشرطة
 (HSS-PF) لمجموعة 
الجيوش الجنوبية
 في أوكرانيا. 
[
3
]
```

## التاريخ التشغيلي

### تصاعد العنف
خلال شهر أغسطس، قام الفوج بقتل اليهود في سلافوتا وكوفيل ومناطق أخرى، وغالبًا ما قتل مئات الضحايا لكل كتيبة يوميًا. في 25   في شهر أغسطس، قتلت 1115 يهوديًا، بينما في 27 أغسطس   أغسطس، قتل 914 آخرين. 
في سبتمبر، شاركت كتيبة الشرطة 45 في قتل اليهود في بيردوشيف، بعد تطويق موقع التنفيذ وقيادة الضحايا لمكان حيث قامو بالحفر ثم تم اطلاق النار عليهم.  قُتل حوالي 16000 يهودي.  في أواخر سبتمبر، قتلت كتيبة الشرطة  45 و314 بمساعدة اينساتسكوماندو
6 في قتل 10000 يهودي في فينيتسا. 
خلال المذبحة في بابي يار في 29-30  سبتمبر 1941، طوق أفراد كتيبة الشرطة   45 المنطقة، بينما سوندركوماندو   4a وفصيل من رجال فافن إس إس قاموا بإطلاق النار.  شاركت كتيبة الشرطة 303 في المذبحة أيضًا. 

### التاريخ في وقت لاحق
تباطأت أنشطة القتل التي قامت بها كل من فصائل Einsatzgruppen وفوج الشرطة الجنوبي إلى أبعد من تقدم الفيرماخت، حيث تمكن المزيد من اليهود من الهرب شرقًا وكانت كثافة السكان اليهود قبل الحرب أقل في شرق أوكرانيا. ومع ذلك، استمرت عمليات القتل، واستهدفت اليهود والشيوعيين و «العناصر المشبوهة».  في يوليو 1942، تم إعادة تسمية الفوج ليكون بمثابة فوج الشرطة العاشر. 

## قائمة المراجع
- Brandon، Ray؛ Lower، Wendy (2008). The Shoah in Ukraine: History, Testimony, Memorialization. Bloomington: Indiana University Press. ISBN:978-0-253-35084-8. {{استشهاد بكتاب}}: الوسيط غير المعروف |last-author-amp= تم تجاهله يقترح استخدام |name-list-style= (مساعدة)  Brandon، Ray؛ Lower، Wendy (2008). The Shoah in Ukraine: History, Testimony, Memorialization. Bloomington: Indiana University Press. ISBN:978-0-253-35084-8. {{استشهاد بكتاب}}: الوسيط غير المعروف |last-author-amp= تم تجاهله يقترح استخدام |name-list-style= (مساعدة)  Brandon، Ray؛ Lower، Wendy (2008). The Shoah in Ukraine: History, Testimony, Memorialization. Bloomington: Indiana University Press. ISBN:978-0-253-35084-8. {{استشهاد بكتاب}}: الوسيط غير المعروف |last-author-amp= تم تجاهله يقترح استخدام |name-list-style= (مساعدة)
- Breitman، Richard (1998). Official Secrets: What the Nazis Planned, What the British and Americans Knew. New York: Hill and Wang/Farrar Straus & Giroux. ISBN:9780809001842. مؤرشف من الأصل في 2023-04-04.  Breitman، Richard (1998). Official Secrets: What the Nazis Planned, What the British and Americans Knew. New York: Hill and Wang/Farrar Straus & Giroux. ISBN:9780809001842. مؤرشف من الأصل في 2023-04-04.  Breitman، Richard (1998). Official Secrets: What the Nazis Planned, What the British and Americans Knew. New York: Hill and Wang/Farrar Straus & Giroux. ISBN:9780809001842. مؤرشف من الأصل في 2023-04-04.
- Browning، Christopher (2004). The Origins of the Final Solution: The Evolution of Nazi Jewish Policy, September 1939 – March 1942. With contributions by Jürgen Matthäus. Lincoln: University of Nebraska Press. ISBN:0-803-25979-4.  Browning، Christopher (2004). The Origins of the Final Solution: The Evolution of Nazi Jewish Policy, September 1939 – March 1942. With contributions by Jürgen Matthäus. Lincoln: University of Nebraska Press. ISBN:0-803-25979-4.  Browning، Christopher (2004). The Origins of the Final Solution: The Evolution of Nazi Jewish Policy, September 1939 – March 1942. With contributions by Jürgen Matthäus. Lincoln: University of Nebraska Press. ISBN:0-803-25979-4.
- Longerich، Peter (2010). Holocaust: The Nazi Persecution and Murder of the Jews. New York: Oxford University Press. ISBN:978-0-19-280436-5.  Longerich، Peter (2010). Holocaust: The Nazi Persecution and Murder of the Jews. New York: Oxford University Press. ISBN:978-0-19-280436-5.  Longerich، Peter (2010). Holocaust: The Nazi Persecution and Murder of the Jews. New York: Oxford University Press. ISBN:978-0-19-280436-5.
- Showalter، Dennis (2005). Hitler's Police Battalions: Enforcing Racial War in the East. Kansas City: University Press of Kansas. ISBN:978-0-7006-1724-1.  Showalter، Dennis (2005). Hitler's Police Battalions: Enforcing Racial War in the East. Kansas City: University Press of Kansas. ISBN:978-0-7006-1724-1.  Showalter، Dennis (2005). Hitler's Police Battalions: Enforcing Racial War in the East. Kansas City: University Press of Kansas. ISBN:978-0-7006-1724-1.
- Smith، Michael (2004). "Bletchley Park and the Holocaust". في Scott، L. V.؛ Jackson، P. D. (المحررون). Understanding Intelligence in the Twenty-First Century: Journeys in Shadows. london. ISBN:0714655333.{{استشهاد بكتاب}}:  صيانة الاستشهاد: مكان بدون ناشر (link)  Smith، Michael (2004). "Bletchley Park and the Holocaust". في Scott، L. V.؛ Jackson، P. D. (المحررون). Understanding Intelligence in the Twenty-First Century: Journeys in Shadows. london. ISBN:0714655333.{{استشهاد بكتاب}}:  صيانة الاستشهاد: مكان بدون ناشر (link)  Smith، Michael (2004). "Bletchley Park and the Holocaust". في Scott، L. V.؛ Jackson، P. D. (المحررون). Understanding Intelligence in the Twenty-First Century: Journeys in Shadows. london. ISBN:0714655333.{{استشهاد بكتاب}}:  صيانة الاستشهاد: مكان بدون ناشر (link)
- Tessin، Georg؛ Kannapin، Norbert (2000). Waffen-SS und Ordnungspolizei im Kriegseinsatz 1939 - 1945: ein Überblick anhand der Feldpostübersicht. Osnabrück: Biblio-Verlag. ISBN:3-7648-2471-9. {{استشهاد بكتاب}}: الوسيط غير المعروف |last-author-amp= تم تجاهله يقترح استخدام |name-list-style= (مساعدة)  Tessin، Georg؛ Kannapin، Norbert (2000). Waffen-SS und Ordnungspolizei im Kriegseinsatz 1939 - 1945: ein Überblick anhand der Feldpostübersicht. Osnabrück: Biblio-Verlag. ISBN:3-7648-2471-9. {{استشهاد بكتاب}}: الوسيط غير المعروف |last-author-amp= تم تجاهله يقترح استخدام |name-list-style= (مساعدة)  Tessin، Georg؛ Kannapin، Norbert (2000). Waffen-SS und Ordnungspolizei im Kriegseinsatz 1939 - 1945: ein Überblick anhand der Feldpostübersicht. Osnabrück: Biblio-Verlag. ISBN:3-7648-2471-9. {{استشهاد بكتاب}}: الوسيط غير المعروف |last-author-amp= تم تجاهله يقترح استخدام |name-list-style= (مساعدة)
- Westermann، Edward B. (2005). Hitler's Police Battalions: Enforcing Racial War in the East. Kansas City: University Press of Kansas. ISBN:978-0-7006-1724-1.  Westermann، Edward B. (2005). Hitler's Police Battalions: Enforcing Racial War in the East. Kansas City: University Press of Kansas. ISBN:978-0-7006-1724-1.  Westermann، Edward B. (2005). Hitler's Police Battalions: Enforcing Racial War in the East. Kansas City: University Press of Kansas. ISBN:978-0-7006-1724-1.